# Olga Arosiewa
Olga Aleksandrowna Arosiewa (ros. О́льга Алекса́ндровна Аро́сева; ur. 21 grudnia 1925, zm. 13 października 2013) – rosyjska i radziecka aktorka teatralna, filmowa i głosowa. Jej mężem był aktor Władimir Soszalski, a ojcem dyplomata Aleksandr Arosiew.
Pochowana na Cmentarzu Gołowinskim w Moskwie.

## Wybrana filmografia

### Role głosowe
- 1964: Kot wędkarz jako Lisica
- 1970: Bobry
- 1979: Jak lisica zająca doganiała jako Lisica
- 1980: Baba-jaga protiw! jako Baba Jaga
- 1984: Nie chcę, nie będę
- 1988: Kotek z ulicy Liziukowa
- 1988: Łatwowierny smok

### Role filmowe
- 1948: Dragocennyje ziorna
- 1955: Historia pewnej miłości[2]
- 1959: Annuszka jako matka Wowki
- 1966: Złodziej samochodów jako Luba
- 1971: Na rabunek jako Anna Suzdalewa
- 1971: Ałło, Warszawa! jako Masza z Odessy
- 1974: Niezwykłe przygody Włochów w Rosji jako matka Andrieja
- 1994: Nam wsio jeszczo smieszno jako Projektantka mody
- 1999: Afinskije wieczera
- 2009: Księga mistrzów

## Odznaczenia
- 1985: Ludowy Artysta RFSRR
- 2000: Order „Za zasługi dla Ojczyzny” (IV klasa)

Źródło:.